# Piet van Reenen
Petrus (Piet) van Reenen (né à Utrecht le 17 janvier 1909 - mort à Amsterdam le 8 juin 1969) était un footballeur néerlandais.
Il joua notamment pour l'Ajax Amsterdam. Il termina 9 fois meilleur buteur de l'Ajax de 1929 à 1938. Il fait partie du Club van 100.

## Palmarès
- Meilleur buteur de l'histoire de l'Ajax Amsterdam avec 272 buts en 237 matchs ;
- Record du nombre de buts dans le même match avec l'Ajax (7) ;
- Quadruple champion des Pays-Bas en 1931, 1932, 1934, et 1937.